# Ганс Розенберг (фізик)

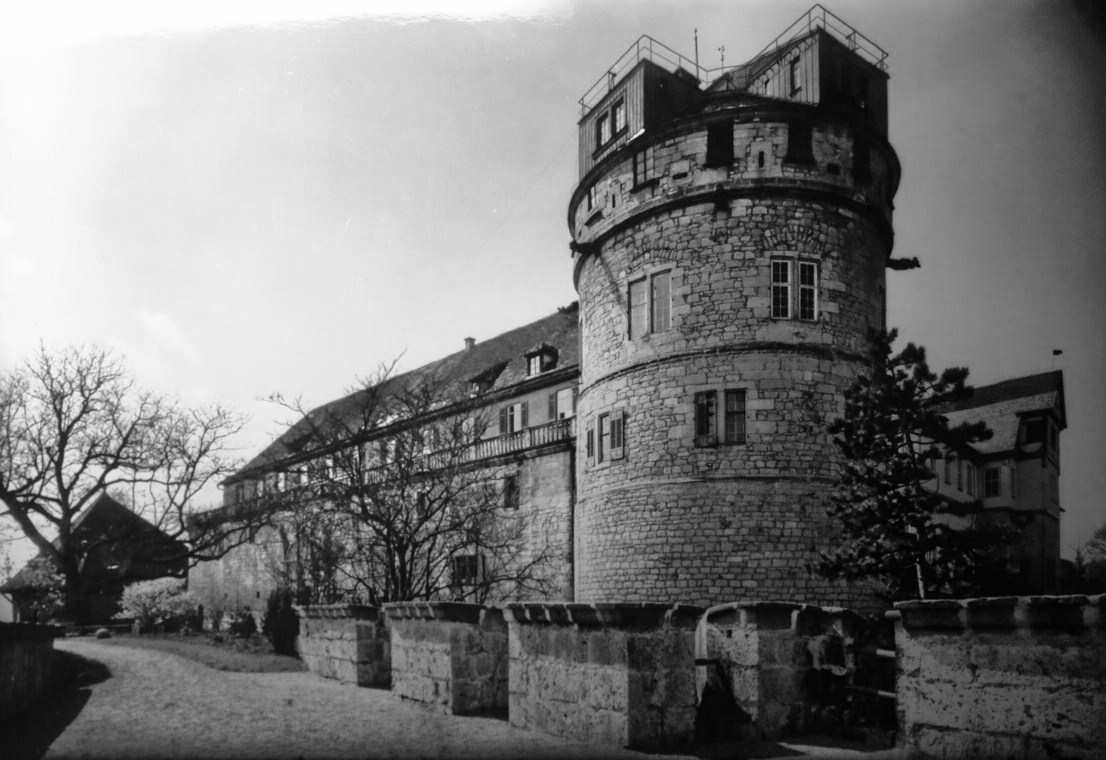
Вже застаріла в часи Розенберга обсерваторія на північно-східній вежі Тюбінгенського замку

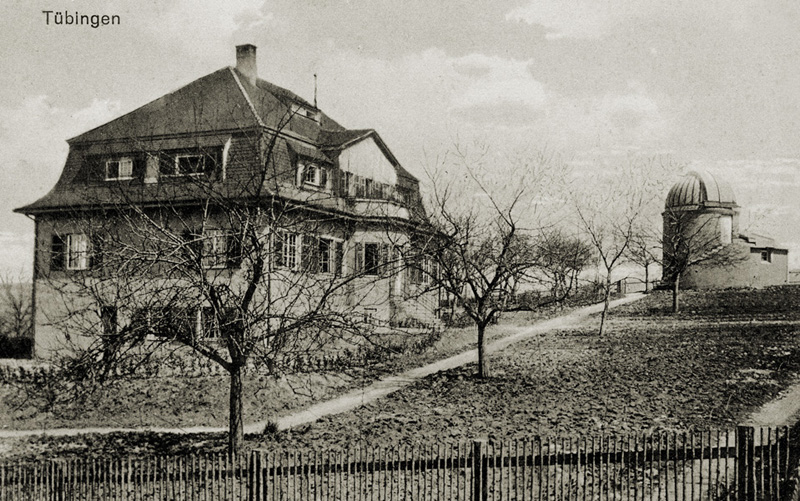
Приватна обсерваторія Ганса Розенберга поруч із його будинком на Гауфштрассе, 20 у Тюбінгені

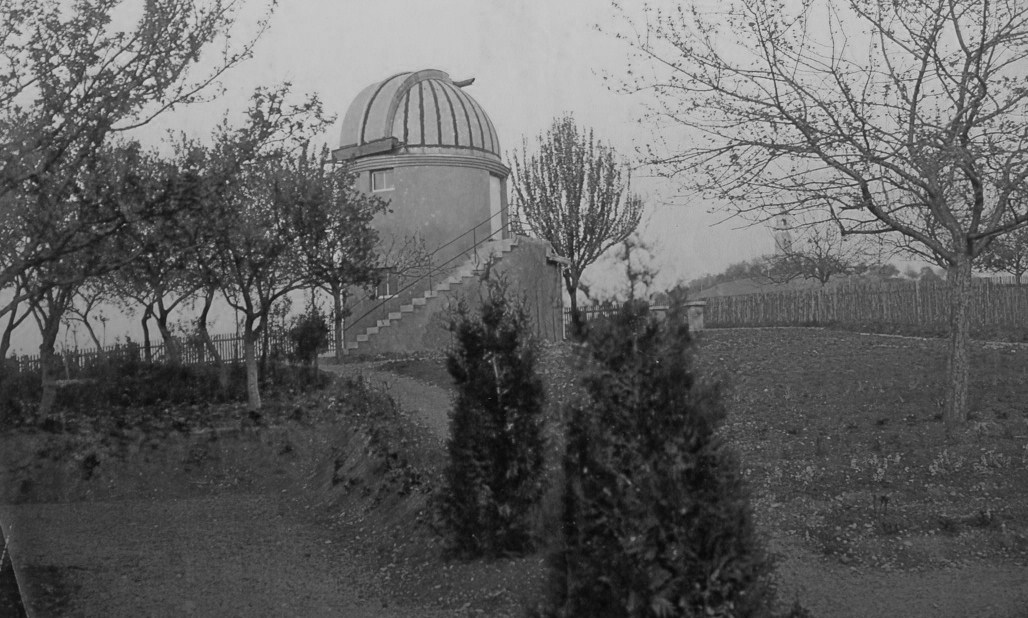
Приватна обсерваторія Розенберга на Гауфштрассе на Естерберзі в Тюбінгені

Ганс Освальд Розенберг (18 березня 1879, Берлін — 26 липня 1940, Стамбул) — німецький фізик і астроном, один зі співвідкривачів діаграми Герцшпрунга — Рассела.

## Біографія
Ганс Розенберг був сином директора банку Германа Розенберга (1847—1917) та Елізабет («Ельзи»), уродженої Дом. Його бабусею була письменниця та поборниця прав жінок Гедвіга Дом (1831—1919). Він закінчив середню школу в гімназії Короля Вільгельма в Берліні і вивчав природничі науки, особливо астрономію. У 1905 році він отримав докторський ступінь у Страсбурзькому університеті під керівництвом професора астрономії Ернста Беккера. У 1907 році він став стажистом у Карла Шварцшильда в Геттінгенському університеті. В 1910 році Розенберг став першим фізиком, який зробив габілітацію з астрономії в Тюбінгенськомц університеті.
Окрім викладацької роботи, Розенбергу доручили керівництво застарілою Тюбінгенською обсерваторією, що розташовувалась в Тюбінгенському замку. Він створив приватну обсерваторію і розробляв в ній нові методи фотометрії. Його обсерваторія була оснащена апохроматом з апертурою 13 см і фокусною відстанню 2,4 м. Там Розенберг визначив альбедо Місяця і розробив нові методи вимірювання яскравості зір. В 1910 році для зір в Стожарах він першим побудував діаграму спектр-світніст (яка пізніше стала відома як Діаграма Герцшпрунга — Рассела).
У 1926 році він був призначений професором у Кілі, де з його ініціативи було продовжено розширення університетської обсерваторії. У 1927 і 1929 роках він здійснив експедиції для спостереження сонячних затемнень до північної Швеції та Сіаму. Хоча він вважався євреєм згідно з нацистським законом про відновлення професійної державної служби, спочатку він міг продовжувати викладати, оскільки воював у Першій світовій війні. У березні 1934 року йому було дозволено виїхати за кордон до США, і він вже не повернувся до Німеччини. З 1934 по 1937 рік Розенберг викладав у Чиказькому університеті. У 1938 році він емігрував до Туреччини, заступивши Ервіна Фройндліха в Стамбульському університеті, і викладав там до самої своєї смерті.

## Сім'я
Розенберг був одружений на Верені («Вері»), уродженій Борхардт (1882—1954), з якою він мав п'ятьох дітей. Їхньою старшою дочкою була німецько-швейцарська журналістка та письменниця Єва Марія Борер (1905—1987).

## Вебпосилання
- Біографія на сайті Кільського університету
- Публікації Г. Розенберга в Astrophysics Data System